# Toxicodendron quinquefoliolatum
Toxicodendron quinquefoliolatum är en sumakväxtart som beskrevs av Qian Hai Chen. Toxicodendron quinquefoliolatum ingår i släktet Toxicodendron och familjen sumakväxter. Inga underarter finns listade i Catalogue of Life.